# Kokoko
Kokoko (Кококо) è un film del 2012 diretto da Avdot'ja Smirnova.

## Trama
Il film racconta la relazione tra Lisa dell'intellighenzia di San Pietroburgo e l'ordinaria provinciale Vika, che sono le due facce della stessa medaglia chiamata Russia.